# Stjepan Kljuić
Stjepan Kljuić (né le 19 décembre 1939 à Sarajevo dans le royaume de Yougoslavie) est un homme politique et académicien bosnio-croate. Il fut actif dans la politique nationale de la Bosnie-Herzégovine dans les années suivant l'indépendance du pays (le 1er mars 1992).

## Carrière
Il fut membre de la présidence de la Bosnie-Herzégovine et l'un des membres fondateurs de l'union démocratique croate en 1990, parti qu'il quitta par la suite à cause de certaines politiques menées.
En 1992, il est devenu le premier président du comité national olympique de Bosnie-Herzégovine.
En 1994, il a fondé son propre parti, le parti républicain de Bosnie, multi-ethnique et pro-bosniaque.